# Baby Lasagna
Marko Purišić (Umag, 5. srpnja 1995.), poznat kao Baby Lasagna, hrvatski je pjevač, tekstopisac i glazbeni producent. Bio je predstavnik Hrvatske na Pjesmi Eurovizije 2024. s pjesmom „Rim Tim Tagi Dim”, gdje je osvojio drugo mjesto, što je najbolji rezultat Hrvatske na tom natjecanju.

## Rani život i obrazovanje
Marko Purišić rođen je 5. srpnja 1995. godine kao prvo dijete majke Marije i oca Dragana Purišića. Odrastao je i živi u Umagu. Ima i mlađeg brata Martina koji se također bavi glazbom te djeluje kao član njemačkog rock-sastava Mono Inc. Oba Purišićeva roditelja su učitelji u osnovnoj školi, a Purišić je u raznim intervjuima izrazio da bi i sam vjerojatno postao učitelj da nije započeo glazbenu karijeru. Prije studija odnosa s javnošću na Sveučilištu VERN' u Zagrebu, Purišić je radio kao dječji asistent u osnovnoj školi. Prethodno je završio hotelijersko-turistički smjer srednje škole, a studirao je i inženjerstvo zvuka u Ljubljani te multimediju na Sveučilištu Sjever u Varaždinu. Glazbom se počeo baviti u djetinjstvu, nakon što je od oca za svoj deveti rođendan poželio gitaru.

## Karijera

### 2011. – 2022.: Manntra, Bastion i Mono Inc.
Purišić je glazbenu karijeru započeo 2011. godine kada je aktivno sudjelovao kao gitarist u hrvatskom rock-sastavu Manntra. Godine 2013. grupa objavljuje kako Purišić postaje njihov službeni član. Svoj prvi veliki glazbeni angažman Purišić je imao 2014. kada mu je bilo 18 godina.
Godine 2018. Purišić postaje vokalist grupe Bastion koja je u ožujku iste godine godine objavila svoj debitantski singl pod nazivom „Dajem ti sad”. Purišić je napisao tekst pjesme, a za pjesmu je snimljen i glazbeni video u režiji Mattea Prodana. Grupa Bastion nastala je kao suradnja između Purišića i Marka Matijevića Sekula, također člana Manntre. Drugi singl grupe, pod nazivom „Tebe tražim”, bio je objavljen u lipnju 2018. godine. Grupa ubrzo prestaje s djelovanjem, a Purišić se iste godine vraća u Manntru kao gitarist. Godinu dana kasnije, Purišić je nastupio na Dori 2019. kao član Manntre, osiguravši četvrto mjesto s pjesmom „In the Shadows”. Osim u ulozi gitarista, Purišić je u sastavu djelovao kao i autor glazbe u nekim pjesmama, uključujući singl „Königsmord” objavljen 2022. godine.
Purišić je 2022. godine odigrao značajnu ulogu u koautorstvu nekoliko pjesama za 12. studijski album Ravenblack njemačke rock-skupine Mono Inc. Album je dostigao prvo mjesto na njemačkoj ljestvici najprodavanijih albuma i time postao njihov najveći uspjeh do tada. Značajno je da su mnoge pjesme koje je napisao Purišić odabrane kao singlovi, uključujući „Princess of the Night”, „Empire”, „Heartbeat of the Dead”, „Lieb mich” i „At the End of the Rainbow”.

### 2023. – 2024.: Solo karijera,DoraiPjesma Eurovizije
Nakon napuštanja Manntre 2022. godine, najavljuje početak solističke karijere. Purišić je 21. listopada 2023. godine objavio svoj debitantski singl „IG BOI” pod pseudonimom Baby Lasagna. Dva mjeseca kasnije, u prosincu 2023. godine, objavljen je njegov drugi singl „Don't Hate Yourself, But Don't Love Yourself Too Much”. Obje su pjesme napisane i skladane za Purišićev planirani debitantski album Demons  & Mosquitoes, a pažnju su javnosti stekle tek sljedeće godine kada je Purišić objavio „Rim Tim Tagi Dim” za Doru 2024. 
O svojemu je umjetničkom imenu rekao: 
| »                              | Nema baš neki razlog zašto 'Baby Lasagna'. Podsvjesno sam skužio da treperi puno imaju Baby ovo, Baby ono. Lazanje su onda zvučale dovoljno apsurdno pa je tako ispalo. Totalno random. | « |
| – Marko Purišić (Baby Lasagna) | |   |

U siječnju 2024. za 24sata otkrio je kako njegovo umjetničko ime, Baby Lasagna, nema posebno značenje, već da je nastalo sasvim slučajno u naletu nadahnuća. Ime mu je palo na pamet, kako navodi, kada je šetao Novigradom. Za RTL Direkt otkrio je kako bi se zvao „Baby Pizza” da se nazvao po svojoj omiljenoj hrani.
Nakon objave prva dva singla krajem 2023. godine, dotad potpuno anoniman Baby Lasagna stekao je iznimnu popularnost u Hrvatskoj nakon objave pjesme „Rim Tim Tagi Dim” kao jedne od natjecateljskih pjesama Dore 2024. na dan 4. siječnja 2024. godine. Pjesma je ubrzo postala favorit za pobjedu na Dori, a Baby Lasagna ju je prema nekim mrežnim portalima kao što su Index.hr, story.hr i Zagreb.info na račun pjesme dobio status medijske senzacije. Odjek u javnosti izazvala je i činjenica da je pjesma na Doru prvotno ušla tek kao rezervna pjesma u slučaju odustajanja nekih od preostalih odabranih izvođača; Baby Lasagna u natjecanje je ušao tek nakon što se Zsa Zsa iz osobnih razloga povukla s istog. Pjesma je već u siječnju odjeknula i izvan zemlje, među fanovima Pjesme Eurovizije; već dva dana nakon objave pjesme, Purišić je dao intervju za eurovizijski portal Wiwibloggs koji ga je nazvao „međunarodnim favoritom obožavatelja [Eurovizije]”. Čitatelji istog portala su u travnju 2024. godine izglasali „Rim Tim Tagi Dim” kao favorita za pobjedu u prvom polufinalu Pjesme Eurovizije 2024.
Glazbeni video za „Rim Tim Tagi Dim” bio je objavljen 20. veljače 2024. godine i ukupno je treći glazbeni video u Purišićevoj solo karijeri. Režirala ga je Purišićeva partnerica Elizabeta Ružić, a sniman je na nekoliko lokacija u Istri. Purišić je nastupao u drugom polufinalu Dore 2024. održanu 23. veljače 2024. Pjesma je prošla u finalnu večer održanu 25. veljače i odnijela pobjedu s osvojenim 321 bodom, dok je drugoplasirana pjesma „Lying Eyes” izvođača Vinka osvojila tek 82 boda. Pjesma je ostvarila kritički uspjeh, zasjela na prvo mjesto top-ljestvice HR Top 40 te na drugo mjesto Billboardove top-ljestvice u Hrvatskoj, a pohvalili su ju i pjevačica Zorica Kondža, književnica Vedrana Rudan, prethodni hrvatski eurovizijski predstavnici Jacques Houdek, Let 3 te pobjednica Pjesme Eurovizije 1989. Emilija Kokić. Pjesma je naišla i na optužbe za plagijat radi sličnosti s pjesmom „There's A Party In My Head” glazbenog sastava Pain i singla Espectro španjolskog DJ-a Adriana de la Vege, ali i na brojne usporedbe s pjesmom „Cha Cha Cha” kojom je Käärijä predstavljao Finsku na Pjesmi Eurovizije 2023. osvojivši drugo mjesto.
Pobjedom na Dori 2024., Baby Lasagna postao je hrvatski predstavnik na Pjesmi Eurovizije 2024. Uoči sudjelovanja na Pjesmi Eurovizije, Purišić je održao brojne nastupe s pjesmom „Rim Tim Tagi Dim”. Na dan 22. ožujka 2024., pjesmu je izveo na dodjeli 30. nagrade Večernjakova ruža. Osim toga, nastupio je i na predeurovizijskim partyjima u Amsterdamu, Madridu i Londonu. Tijekom svojeg boravka u Nizozemskoj, Purišić je 12. travnja izveo „Rim Tim Tagi Dim” i u nizozemskoj emisiji Beau. 21. travnja bio je glazbeni u gost u emisiji Radiotelevizije Slovenije.
Baby Lasagna izveo je „Rim Tim Tagi Dim” u prvom dijelu prvog polufinala Pjesme Eurovizije 2024. koje se održalo 7. svibnja 2024. godine. Nastupio je sedmi po redu od ukupno petnaestero država koje su se natjecale u prvom polufinalu. Na sceni mu se tijekom nastupa pridružuju i Luana Kličić i Sebastijan Žeželić u ulozi plesača te bubnjar Matija Klaj i gitaristi Mihael Žipovski i Dino Josipović. Pjesma je nakon prvog polufinala natjecanja osvojila 177 bodova (1. mjesto) po glasovima publike, te je time odabrana za izvođenje u finalu Pjesme Eurovizije 11. svibnja. U finalu je osvojila 337 bodova od publike (1. mjesto) te 210 bodova od žirija (3. mjesto, iza Švicarske i Francuske) te je s ukupno 547 bodova osvojila 2. mjesto, što je najbolji plasman Hrvatske na Pjesmi Eurovizije. Nastup Baby Lasagne, odnosno finalnu večer Eurovizije, gledalo je 1.2 milijuna gledatelja u Hrvatskoj, a grad Zagreb po prvi je puta organizirao javno gledanje finalne večeri koje se održalo na Europskom trgu. Dan nakon finala, na zagrebačkom Trgu bana Jelačića organiziran je doček Baby Lasagne koji se prenosio uživo na Prvom programu Hrvatske radiotelevizije. Dočeku su, osim brojnih građana, prisustvovali i gradonačelnik grada Tomislav Tomašević i premijer Andrej Plenković. Na dočeku je po nekim procjenama bilo oko 6000 ljudi. U zahvalu za osvojeno 2. mjesto na Eurosongu 2024., Vlada Republike Hrvatske odobrila je nagradu od 50 000 eura koju je Purišić odbio zamolivši da se novac donira u humanitarne svrhe.
Ubrzo nakon upjeha na Euroviziji najavljuje brojne domaće i europske koncerte u sklopu turneje pod nazivom Meow Back Tour. U lipnju 2024. godine potpisuje ugovor s  Universal Music Groupom. Dana 14. lipnja najavljuje svoj sljedeći singl pod nazivom „And I” za koji je također snimio i glazbeni video.

## Stvaralaštvo

### Utjecaji
Purišić kao svoj glavni glazbeni utjecaj navodi njemački sastav Rammstein.

### Glazbeni stil i pisanje pjesama
Njegova glazba je opisana kao mješavina raznih žanrova poput pop punka, techna, metala i housea.

## Osobni život
Purišić je katolik. Istaknuo je Padra Pija i svetog Pavla kao svoje duhovne uzore. Otvoreno priznaje da ima probleme s anksioznošću. Oženjen je za Elizabetu Ružić.

## Diskografija

### Albumi
| Naslov            | Nadnevak         |
| ----------------- | ---------------- |
| DMNS & MOSQUITOES | 7. veljače 2025. |

### Singlovi
| Naslov                                                  | Nadnevak            | Najviša pozicija na top-ljestvicama | Najviša pozicija na top-ljestvicama | Najviša pozicija na top-ljestvicama | Najviša pozicija na top-ljestvicama | Najviša pozicija na top-ljestvicama | Najviša pozicija na top-ljestvicama | Najviša pozicija na top-ljestvicama | Najviša pozicija na top-ljestvicama | Najviša pozicija na top-ljestvicama | Najviša pozicija na top-ljestvicama | Najviša pozicija na top-ljestvicama | Album             |
| Naslov                                                  | Nadnevak            | HR                                  | HR Billb.                           | LU                                  | FIN                                 | SWE                                 | UK                                  | WW                                  | NOR                                 | NLD                                 | IRE                                 | GER                                 | Album             |
| ------------------------------------------------------- | ------------------- | ----------------------------------- | ----------------------------------- | ----------------------------------- | ----------------------------------- | ----------------------------------- | ----------------------------------- | ----------------------------------- | ----------------------------------- | ----------------------------------- | ----------------------------------- | ----------------------------------- | ----------------- |
| „IG Boy”                                                | 21. listopada 2023. | –                                   | –                                   | –                                   | –                                   | –                                   | –                                   | –                                   | –                                   | –                                   | –                                   | –                                   | DMNS & MOSQUITOES |
| „Don't Hate Yourself, But Don't Love Yourself Too Much” | 19. prosinca 2023.  | –                                   | –                                   | –                                   | –                                   | –                                   | –                                   | –                                   | –                                   | –                                   | –                                   | –                                   | DMNS & MOSQUITOES |
| „Rim Tim Tagi Dim”                                      | 9. siječnja 2024.   | 1.                                  | 1.                                  | 4.                                  | 4.                                  | 6.                                  | 36.                                 | 139.                                | 33.                                 | 41.                                 | 26.                                 | 50.                                 | DMNS & MOSQUITOES |
| „And I”                                                 | 28. lipnja 2024.    | 1.                                  | 13.                                 | –                                   | –                                   | –                                   | –                                   | –                                   | –                                   | –                                   | –                                   | –                                   | DMNS & MOSQUITOES |
| „Biggie Boom Boom”                                      | 30. kolovoza 2024.  | 1.                                  | 6.                                  | –                                   | –                                   | –                                   | –                                   | –                                   | –                                   | –                                   | –                                   | –                                   | DMNS & MOSQUITOES |
| „Catch Me If You Can”                                   | 15. studenog 2024.  |                                     |                                     |                                     |                                     |                                     |                                     |                                     |                                     |                                     |                                     |                                     | DMNS & MOSQUITOES |
| „#eurodab”                                              | 16. svibnja 2025.   |                                     |                                     |                                     |                                     |                                     |                                     |                                     |                                     |                                     |                                     |                                     |                   |

## Filmografija

### Glazbeni video
| Godina | Naslov                                                | Uloga         | Redatelj        | Izvori |
| ------ | ----------------------------------------------------- | ------------- | --------------- | ------ |
| 2018.  | Dajem ti sad                                          | Marko Purišić | Matteo Prodan   | [ 13 ] |
| 2023.  | IG Boy                                                | Baby Lasagna  | Elizabeta Ružić |        |
| 2023.  | Don't Hate Yourself, But Don't Love Yourself Too Much | Baby Lasagna  | Elizabeta Ružić |        |
| 2024.  | Rim Tim Tagi Dim                                      | Baby Lasagna  | Elizabeta Ružić |        |
| 2024.  | And I                                                 | Baby Lasagna  | Elizabeta Ružić | [ 60 ] |

### Film
| Godina | Naslov                                | Uloga          | Bilješke                                                                       | Izvori |
| ------ | ------------------------------------- | -------------- | ------------------------------------------------------------------------------ | ------ |
| 2024.  | Garfield                              | Maurice (glas) | hrvatska sinkronizacija                                                        | [ 78 ] |
| 2024.  | Ususret Eurosongu – Baby Lasagna      | Baby Lasagna   | dokumentarno-biografski televizijski film                                      | [ 79 ] |
| 2024.  | Ususret Eurosongu – Pozdrav iz Malmöa | Baby Lasagna   | dokumentarni televizijski film o boravku u Malmöu uoči Pjesme Eurovizije 2024. |        |

### Televizija
| Godina | Naslov                  | Uloga                                     | Izvori |
| ------ | ----------------------- | ----------------------------------------- | ------ |
| 2019.  | Dora 2019.              | natjecatelj (kao član Manntre), 4. mjesto | [ 12 ] |
| 2024.  | Beau                    | glazbeni gost u emisiji 12. travnja       | [ 47 ] |
| 2024.  | Dobro jutro, Hrvatska   | gost u raznim emisijama                   |        |
| 2024.  | Dora 2024.              | natjecatelj, 1. mjesto                    | [ 80 ] |
| 2024.  | Kod nas doma            | gost u raznim emisijama                   | [ 81 ] |
| 2024.  | Pjesma Eurovizije 2024. | predstavnik Hrvatske                      |        |
| 2024.  | Porin                   | prezenter nagrade                         |        |
| 2024.  | RTL Direkt              | gost u raznim emisijama                   | [ 44 ] |
| 2024.  | Ususret Dori            | natjecatelj Dore 2024.                    | [ 82 ] |
| 2024.  | Večernjakova ruža       | glazbeni gost u emisiji                   | [ 45 ] |

## Turneje
- Meow Back Tour (2024. – 2025.)